# Rubens de Sousa Vieira
Rubens de Sousa Vieira,  ou apenas Rubens Vieira, (Cocal, 12 de março de 1977) é um pedagogo, teólogo e político brasileiro, atualmente deputado estadual pelo Piauí.

## Dados biográficos
Filho de Valdemar Cardoso Vieira e Duçulina Florença de Sousa. Pedagogo e teólogo, estreou na política pelo PSDB, no qual elegeu-se vereador em Cocal em 2000 e 2004. Candidato a prefeito da respectiva cidade em 2008, foi derrotado, entretanto venceu em 2012 e 2016. Após o fim do mandato, foi nomeado coordenador do Pro Piauí para a microrregião do Litoral Piauiense pelo governador Wellington Dias em 2021, ingressou no PT meses antes de eleger-se deputado estadual em 2022.